# XV округ (Будимпешта)
XV округ (мађ. XV. kerület) је један од 23 округа Будимпеште.